# روبرت سكوفيلد موريس
روبرت سكوفيلد موريس هو مهندس معماري كندي، ولد في 14 نوفمبر 1898، وتوفي في 1964.

## وصلات خارجية
- روبرت سكوفيلد موريس على موقع أوليمبيديا (الإنجليزية)